# Sándor Wagner

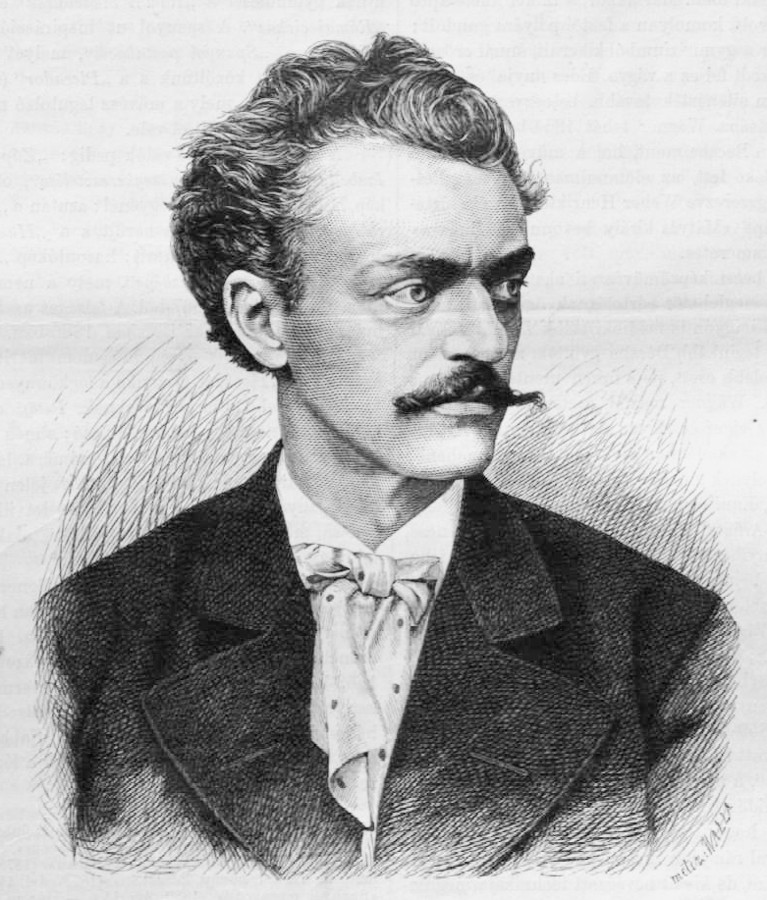
Wagner Sándor in 1880.

Sándor Wagner (ook: Alexander Wagner of Sándor von Wagner) (Pest, 16 april 1838 - München, 19 januari 1919) was een Hongaars schilder.
Hij studeerde Schone Kunsten in de Academie van beeldende kunsten in Wenen en de Akademie der Bildenden Künste in München, waar hij later professor werd.
- Biblioteca Nacional de España: XX1518467
- Gemeinsame Normdatei: 117093874
- International Standard Name Identifier: 0000 0000 7985 2863
- Library of Congress Control Number: n2001060991
- Nationale Bibliotheek van Tsjechië: pna20231184503
- Nederlandse Thesaurus van Auteursnamen: 070521697
- Réseau des bibliothèques de Suisse occidentale: 02-A017638549
- RKD-Nederlands Instituut voor Kunstgeschiedenis: 82431
- SNAC: w6k652q9
- Union List of Artist Names: 500025291
- Virtual International Authority File: 17990535
- WorldCat: E39PBJppCWdRYCBBmqjW8pTCQq